# Линделёф, Виктор
Ви́ктор Йёрген Ни́льссон Линделёф (швед. Victor Jörgen Nilsson Lindelöf; шведское произношение: [²lɪndɛˌløːv]; родился 17 июля 1994, Вестерос, Швеция) — шведский футболист, центральный защитник, капитан сборной Швеции.
По итогам 2018 года был признан лучшим футболистом года в Швеции. Участник чемпионата Европы 2016 года и чемпионата мира 2018 года.

## Биография
Родился в городе Вестерос в Швеции. С детства проявлял интерес к футболу, как и его отец. Мать во всем поддерживала его. В возрасте пяти лет она купила Виктору футболку Фабьена Бартеза, которым он тогда восхищался. Затем она купила мальчику футболку Зинедина Зидана, на этот раз он уже хотел стать им.

## Клубная карьера
Линделёф — воспитанник академии клуба «Вестерос». Уже в 15 лет был причислен к основной команде, а в сентябре 2010 года (в 16 лет) дебютировал в рамках третьего дивизиона чемпионата Швеции. В дебютном матче Виктора «Вестерос» разгромил клуб «Форвард» со счетом 3:0. По итогам сезона «Вестерос» вышел во второй дивизион. 11 апреля 2011 года в матче против «Отвидаберга» он дебютировал в Суперэттане. В том сезоне сыграл в 27 матчах, а его команда вернулась в Дивизион 1.

### «Бенфика»

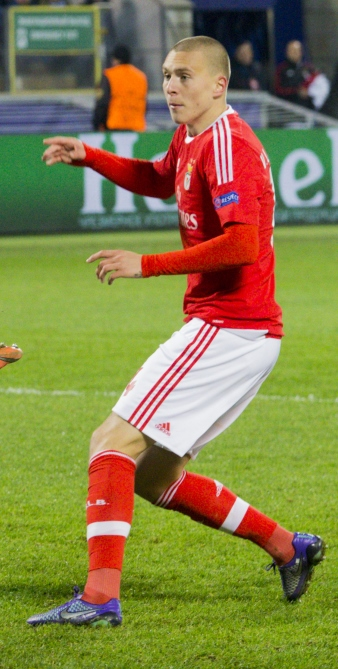
Линделёф в составе «Бенфики»

В 2012 году Виктор перешёл в лиссабонскую «Бенфику». В договоре о трансфере Линделёфа в «Бенфику» было прописано, что «Вестерос» получит транш в размере 100 тысяч евро, а также 20 % от суммы последующего трансфера в третий клуб. Первые сезоны выступал за вторую команду, изредка попадая в заявки основы на кубковые матчи. 10 мая 2014 года в матче против «Порту» Линделёф дебютировал в Сангриш лиге, заменив во втором тайме Жуана Канселу. Числится чемпионом и обладателем Кубка Португалии, хотя провёл за основную команду пару минут. Следующий сезон тоже проводил во второй команде. С ней занимал призовые места в Сегунде, однако по правилам на повышение фарм-клуб идти не мог. За четыре сезона Линделёф провёл 96 матчей за вторую команду.
С сезона 2015/2016 Виктора начали привлекать к играм за основной состав. 16 февраля 2016 он отыграл полный матч плей-офф Лиги чемпионов против питерского «Зенита» (1:0). 20 февраля в поединке против «Пасуш де Феррейра» он забил свой первый гол за «Бенфику». До конца сезона был задействован в 23 матчах, а его команда взяла Кубок португальской лиги. Постепенно Линделёф стал привлекать все больше и больше внимания: как европейских грандов, так и СМИ. В Швеции он был назван главным талантом после Златана Ибрагимовича. Великий швед даже прокомментировал это сравнение:
«Думаю, Виктор делает великие дела. Он прекрасно выступает за «Бенфику» и получает большую ответственность в национальной сборной Швеции. Линделеф растёт над собой.

Достаточно ли он хорош для «Манчестер Юнайтед»? Думаю, он найдёт себя в большом клубе. Знаю, что Линделёф востребован на трансферном рынке и желаю ему сделать правильный выбор».
К январю 2017 года в списке претендентов на Линделёфа значились: «Милан», «Ювентус», «Интер», «Манчестер Сити», «Саутгемптон» и «Манчестер Юнайтед». 27 декабря стало известно, что «дьяволы» готовы заплатить за Линделёфа 40 миллионов евро уже в январе. Однако трансфер в итоге не состоялся. В сезоне 2016/17 Виктор в третий раз стал чемпионом Португалии, это был первый сезон, в котором швед был безоговорочным игроком стартового состава. Он также взял Кубок. Забивал Линделёф в том сезоне немного, но свой единственный мяч отправил в ворота главного соперника в борьбе за титул — «Спортинга». Благодаря ничьей в лиссабонском дерби «Бенфика» смогла удержать первую строчку в турнирной таблице. К лету в борьбу за шведа подключились «Челси» и «Рома». Однако настырней всех оказался «МЮ».

### «Манчестер Юнайтед»
10 июня 2017 года было объявлено, что английский клуб «Манчестер Юнайтед» достиг соглашения с «Бенфикой» о трансфере Линделёфа, который будет завершён после прохождения игроком медицинского обследования и подписания контракта. Сумма трансфера составила 35 млн евро плюс 10 млн в качестве возможных бонусов. 14 июня Линделёф подписал четырёхлетний контракт с «Манчестер Юнайтед». 8 августа в матче за Суперкубок Европы против мадридского «Реала» Виктор дебютировал за «Юнайтед». В этом матче он был, мягко говоря, не на высоте. Из-под него был забит один из голов мадридцев. Жозе Моуриньо, по-видимому, тоже не был впечатлён выступлением своего игрока. Португалец сделал ставку на пару Фил Джонс — Эрик Байи, а Линделёфа задвинул в резерв. Только после травмы Байи и грубых ошибок Криса Смоллинга швед наконец-то получил свой шанс на дебют в Премьер-Лиге. Он вышел на последние минуты поединка против «Ливерпуля», чтобы отстоять вымученные нули. Без игровой практики Виктор не оставался. Он регулярно играл в Лиге чемпионов (4 из 6 матчей группового этапа), а также выходил на кубковые матчи. В середине ноября Моуриньо проделал ротацию, начав выставлять шведа исключительно на матчи Премьер-Лиги. В своем дебютном сезоне на «Олд Траффорд» Линделёф провёл 29 матчей во всех турнирах. Из-за постоянных ошибок он подвергался сильной критике со стороны фанатов и экспертов на телевидении.
По окончании сезона 2024/25 покинул клуб.

## Карьера в сборной
Летом 2015 года в составе молодёжной сборной Швеции Виктор выиграл молодёжный чемпионат Европы в Чехии. На турнире он сыграл в матчах против сборных Дании, Италии, Англии и дважды Португалии. По итогам турнира Линделёф вошёл в символическую сборную турнира.
24 марта 2016 года в товарищеском матче против сборной Турции Линделёф дебютировал за основную сборную Швеции.
Летом 2016 года Виктор попал в заявку сборной на чемпионат Европы во Франции. На турнире он сыграл в матчах против команд Ирландии, Италии и Бельгии.
10 октября 2016 года в отборочном матче чемпионата мира против сборной Болгарии Линделёф забил свой первый гол за национальную команду.
В мае 2018 года Линделёф был включён в заявку сборной Швеции на чемпионат мира 2018 года в России. Первый матч на турнире он пропустил из-за простуды, после чего сыграл в двух оставшихся матчах группового этапа против сборных Германии и Мексики, позволив своей сборной выйти в раунд плей-офф. В оставшихся матчах 1/8 финала против сборной Швейцарии и 1/4 финала против сборной Англии Линделёф выходил в стартовом составе, но Швеция в итоге вылетела с турнира.

### Матчи за сборную
| Матчи и голы Виктора Линделёфа за национальную сборную Швеции | Матчи и голы Виктора Линделёфа за национальную сборную Швеции | Матчи и голы Виктора Линделёфа за национальную сборную Швеции | Матчи и голы Виктора Линделёфа за национальную сборную Швеции | Матчи и голы Виктора Линделёфа за национальную сборную Швеции | Матчи и голы Виктора Линделёфа за национальную сборную Швеции | Матчи и голы Виктора Линделёфа за национальную сборную Швеции |
| №                                                             | Дата                                                          | Соперник                                                      | Место проведения                                              | Счёт                                                          | Голы Линделёфа                                                | Соревнование                                                  |
| ------------------------------------------------------------- | ------------------------------------------------------------- | ------------------------------------------------------------- | ------------------------------------------------------------- | ------------------------------------------------------------- | ------------------------------------------------------------- | ------------------------------------------------------------- |
| 1                                                             | 24 марта 2016                                                 | Турция                                                        | Анталья Арена, Анталья                                        | 1:2                                                           |                                                               | Товарищеский матч                                             |
| 2                                                             | 29 марта 2016                                                 | Чехия                                                         | Френдс Арена, Сольна                                          | 1:1                                                           |                                                               | Товарищеский матч                                             |
| 3                                                             | 30 мая 2016                                                   | Словения                                                      | Сведбанк, Мальмё                                              | 0:0                                                           |                                                               | Товарищеский матч                                             |
| 4                                                             | 13 июня 2016                                                  | Ирландия                                                      | Стад де Франс, Сен-Дени                                       | 1:1                                                           |                                                               | ЧЕ-2016. Групповой этап                                       |
| 5                                                             | 17 июня 2016                                                  | Италия                                                        | Стадион Тулузы, Тулуза                                        | 0:1                                                           |                                                               | ЧЕ-2016. Групповой этап                                       |
| 6                                                             | 22 июня 2016                                                  | Бельгия                                                       | Альянц Ривьера, Ницца                                         | 0:1                                                           |                                                               | ЧЕ-2016. Групповой этап                                       |
| 7                                                             | 6 сентября 2016                                               | Нидерланды                                                    | Френдс Арена, Сольна                                          | 1:1                                                           |                                                               | ЧМ-2018. Квалификация                                         |
| 8                                                             | 7 октября 2016                                                | Люксембург                                                    | Жози Бартель, Люксембург                                      | 1:0                                                           |                                                               | ЧМ-2018. Квалификация                                         |
| 9                                                             | 10 октября 2016                                               | Болгария                                                      | Френдс Арена, Сольна                                          | 3:0                                                           | 58′                                                           | ЧМ-2018. Квалификация                                         |
| 10                                                            | 11 ноября 2016                                                | Франция                                                       | Стад де Франс, Сен-Дени                                       | 1:2                                                           |                                                               | ЧМ-2018. Квалификация                                         |
| 11                                                            | 15 ноября 2016                                                | Венгрия                                                       | Групама Арена, Будапешт                                       | 2:0                                                           |                                                               | Товарищеский матч                                             |
| 12                                                            | 9 июня 2017                                                   | Франция                                                       | Френдс Арена, Сольна                                          | 2:1                                                           |                                                               | ЧМ-2018. Квалификация                                         |
| 13                                                            | 31 августа 2017                                               | Болгария                                                      | Васил Левски, София                                           | 2:1                                                           |                                                               | ЧМ-2018. Квалификация                                         |
| 14                                                            | 3 сентября 2017                                               | Беларусь                                                      | Борисов-Арена, Борисов                                        | 4:0                                                           |                                                               | ЧМ-2018. Квалификация                                         |
| 15                                                            | 7 октября 2017                                                | Люксембург                                                    | Френдс Арена, Сольна                                          | 8:0                                                           |                                                               | ЧМ-2018. Квалификация                                         |
| 16                                                            | 10 октября 2017                                               | Нидерланды                                                    | Амстердам Арена, Амстердам                                    | 0:2                                                           |                                                               | ЧМ-2018. Квалификация                                         |
| 17                                                            | 10 ноября 2017                                                | Италия                                                        | Френдс Арена, Сольна                                          | 1:0                                                           |                                                               | ЧМ-2018. Квалификация (стыковые матчи)                        |
| 18                                                            | 13 ноября 2017                                                | Италия                                                        | Джузеппе Меацца, Милан                                        | 0:0                                                           |                                                               | ЧМ-2018. Квалификация (стыковые матчи)                        |
| 19                                                            | 24 марта 2018                                                 | Чили                                                          | Френдс Арена, Сольна                                          | 1:2                                                           |                                                               | Товарищеский матч                                             |
| 20                                                            | 2 июня 2018                                                   | Дания                                                         | Френдс Арена, Сольна                                          | 0:0                                                           |                                                               | Товарищеский матч                                             |
| 21                                                            | 9 июня 2018                                                   | Перу                                                          | Гамла Уллеви, Гётеборг                                        | 0:0                                                           |                                                               | Товарищеский матч                                             |
| 22                                                            | 23 июня 2018                                                  | Германия                                                      | Фишт, Сочи                                                    | 1:2                                                           |                                                               | ЧМ-2018. Групповой этап                                       |
| 23                                                            | 27 июня 2018                                                  | Мексика                                                       | Екатеринбург Арена, Екатеринбург                              | 3:0                                                           |                                                               | ЧМ-2018. Групповой этап                                       |
| 24                                                            | 3 июля 2018                                                   | Швейцария                                                     | Стадион Санкт-Петербург, Санкт-Петербург                      | 1:0                                                           |                                                               | ЧМ-2018. 1/8 финала                                           |
| 25                                                            | 7 июля 2018                                                   | Англия                                                        | Самара Арена, Самара                                          | 0:2                                                           |                                                               | ЧМ-2018. 1/4 финала                                           |

Итого: 25 матчей / 1 гол; 9 побед, 7 ничьих, 9 поражений

## Статистика
| Клуб                  | Сезон            | Лига | Лига | Кубок страны | Кубок страны | Кубок лиги | Кубок лиги | Еврокубки | Еврокубки | Прочие | Прочие | Итого | Итого |
| Клуб                  | Сезон            | Игры | Голы | Игры         | Голы         | Игры       | Голы       | Игры      | Голы      | Игры   | !Голы  | Игры  | Голы  |
| --------------------- | ---------------- | ---- | ---- | ------------ | ------------ | ---------- | ---------- | --------- | --------- | ------ | ------ | ----- | ----- |
| Вестерос              | 2009             | 1    | 0    | —            | —            | —          | —          | —         | —         | —      | —      | 1     | 0     |
| Вестерос              | 2010             | 9    | 0    | —            | —            | —          | —          | —         | —         | —      | —      | 9     | 0     |
| Вестерос              | 2011             | 27   | 0    | 1            | 0            | —          | —          | —         | —         | —      | —      | 28    | 0     |
| Вестерос              | 2012             | 13   | 0    | —            | —            | —          | —          | —         | —         | —      | —      | 13    | 0     |
| Вестерос              | Итого            | 50   | 0    | 1            | 0            | —          | —          | —         | —         | —      | —      | 51    | 0     |
| Бенфика B (фарм-клуб) | 2012/13          | 15   | 0    | —            | —            | —          | —          | —         | —         | —      | —      | 15    | 0     |
| Бенфика B (фарм-клуб) | 2013/14          | 33   | 2    | —            | —            | —          | —          | —         | —         | —      | —      | 33    | 2     |
| Бенфика B (фарм-клуб) | 2014/15          | 41   | 2    | —            | —            | —          | —          | —         | —         | —      | —      | 41    | 2     |
| Бенфика B (фарм-клуб) | 2015/16          | 7    | 0    | —            | —            | —          | —          | —         | —         | —      | —      | 7     | 0     |
| Бенфика B (фарм-клуб) | Итого            | 96   | 4    | —            | —            | —          | —          | —         | —         | —      | —      | 96    | 4     |
| Бенфика               | 2013/14          | 1    | 0    | 1            | 0            | 0          | 0          | 0         | 0         | —      | —      | 2     | 0     |
| Бенфика               | 2014/15          | 0    | 0    | 1            | 0            | 0          | 0          | 0         | 0         | 0      | 0      | 1     | 0     |
| Бенфика               | 2015/16          | 15   | 1    | 0            | 0            | 4          | 0          | 4         | 0         | 0      | 0      | 23    | 1     |
| Бенфика               | 2016/17          | 32   | 1    | 4            | 0            | 2          | 0          | 8         | 0         | 1      | 0      | 47    | 1     |
| Бенфика               | Итого            | 48   | 2    | 6            | 0            | 6          | 0          | 12        | 0         | 1      | 0      | 73    | 2     |
| Манчестер Юнайтед     | 2017/18          | 17   | 0    | 3            | 0            | 3          | 0          | 5         | 0         | 1      | 0      | 29    | 0     |
| Манчестер Юнайтед     | 2018/19          | 30   | 1    | 3            | 0            | 0          | 0          | 7         | 0         | 0      | 0      | 40    | 1     |
| Манчестер Юнайтед     | 2019/20          | 35   | 1    | 5            | 0            | 3          | 0          | 4         | 0         | 0      | 0      | 47    | 1     |
| Манчестер Юнайтед     | 2020/21          | 29   | 1    | 3            | 0            | 2          | 0          | 11        | 0         | 0      | 0      | 45    | 1     |
| Манчестер Юнайтед     | 2021/22          | 28   | 0    | 1            | 0            | 1          | 0          | 5         | 0         | 0      | 0      | 35    | 0     |
| Манчестер Юнайтед     | 2022/23          | 20   | 0    | 3            | 0            | 4          | 0          | 7         | 0         | 0      | 0      | 34    | 0     |
| Манчестер Юнайтед     | 2023/24          | 11   | 1    | 0            | 0            | 2          | 0          | 3         | 0         | 0      | 0      | 16    | 1     |
| Итого                 | 170              | 4    | 18   | 0            | 13           | 0          | 39         | 0         | 1         | 0      | 230    | 3     |       |
| Всего за карьеру      | Всего за карьеру | 353  | 9    | 25           | 0            | 19         | 0          | 51        | 0         | 2      | 0      | 450   | 9     |

## Достижения

### Командные достижения
«Бенфика»
- Чемпион Португалии (3): 2013/14, 2015/16, 2016/17
- Обладатель Кубка Португалии (2): 2013/14, 2016/17
- Обладатель Кубка Португальской лиги: 2015/2016
- Обладатель Суперкубка Португалии: 2016

«Манчестер Юнайтед»
- Обладатель Кубка Англии: 2023/24[49]
- Обладатель Кубка Английской футбольной лиги: 2022/23
- Финалист Кубка Англии: 2017/18, 2022/23
- Финалист Лиги Европы УЕФА: 2020/21, 2024/25

Сборная Швеции (до 21 года)
- Молодёжный чемпионат Европы: 2015

### Личные достижения
- Член «команды турнира» чемпионата Европы среди молодёжных команд: 2015[50]
- Член «команды открытий» Лиги чемпионов УЕФА: 2016[51]
- Лучший защитник года по версии Fotbollsgalan: 2016[52]
- Футболист года в Швеции: 2018, 2019